# Bulgaars basketbalteam (vrouwen)
Het Bulgaars nationaal basketbalteam is een team van basketballers dat Bulgarije vertegenwoordigt in internationale wedstrijden. De Federación Española de Baloncesto (FEB) is verantwoordelijk voor het team, dat in 1935 lid werd van FIBA Europe. Bulgarije heeft zich tweeëntwintig keer kunnen kwalificeren voor Eurobasket vrouwen, zes keer voor het WK Basketbal en driemaal voor de Olympische Spelen.

## Spanje tijdens internationale toernooien

### Eurobasket
- Eurobasket vrouwen 1952: 4e
- Eurobasket vrouwen 1954:
- Eurobasket vrouwen 1956: 4e
- Eurobasket vrouwen 1958:
- Eurobasket vrouwen 1960:
- Eurobasket vrouwen 1962:
- Eurobasket vrouwen 1964:
- Eurobasket vrouwen 1966: 7e
- Eurobasket vrouwen 1968: 5e
- Eurobasket vrouwen 1970: 4e
- Eurobasket vrouwen 1972:
- Eurobasket vrouwen 1974: 5e
- Eurobasket vrouwen 1976:
- Eurobasket vrouwen 1978: 7e
- Eurobasket vrouwen 1980: 5e
- Eurobasket vrouwen 1981: 5e
- Eurobasket vrouwen 1983:
- Eurobasket vrouwen 1985:
- Eurobasket vrouwen 1987: 9e
- Eurobasket vrouwen 1989:
- Eurobasket vrouwen 1991: 4e
- Eurobasket vrouwen 1993: 6e

### Wereldkampioenschap basketbal
- Wereldkampioenschap basketbal vrouwen 1959:
- Wereldkampioenschap basketbal vrouwen 1964:
- Wereldkampioenschap basketbal vrouwen 1967: 7e
- Wereldkampioenschap basketbal vrouwen 1983: 6e
- Wereldkampioenschap basketbal vrouwen 1986: 7e
- Wereldkampioenschap basketbal vrouwen 1990: 8e

### Olympische Spelen
- Olympische Spelen 1976:
- Olympische Spelen 1980:
- Olympische Spelen 1988: 5e